# Åloppe, Uppsala kommun
Åloppe, by  i centrala delen av Bälinge socken i Uppsala kommun.
Åloppe ligger längs länsväg C 631 ett par kilometer väster om Bälinge tätort.
Åloppebäcken flyter förbi byn och mynnar i Jumkilsån söder om Sundbro.
Bebyggelsen i Åloppe domineras av villor och bondgårdar. 
Åloppe omtalas i dokument första gången 1296 då Ramfrid Gustavsdotter (lejon) sålde 4 penningland i Åloppe till Uppsala domkyrka. 1353 var två bönder i byn fastrar vid ett jordköp. Under 1500-talet bestod Åloppe av 6 mantal skatte, samt ytterligare ett mantal skattejord som 1558 såldes till Gustav Vasa som arv och eget. Dessutom fanns två skattekvarnar i byn.